# ブルトン語コルヌアイユ方言
ブルトン語コルヌアイユ方言（ブルトンごコルヌアイユほうげん、仏：breton cornouaillais, ブルトン語：brezhoneg Kerne）は、コルヌアイユ (Cornouaille) で話されているブルトン語の方言である（大ブリテン島のコーンウォール (英：Cornwall, 仏：Cornouailles) で話されているケルト語派の一言語であるコーンウォール語と混同されないこと）。

## 方言と地理
ブルトン語コルヌアイユ方言は、ブルトン語の残り3つの大方言（トレゴール方言、ヴァンヌ方言、レオン方言）よりも定義が容易ではない。これは反対に、ほかの3つの余りとして定義される方言である。
一方では、コルヌアイユは昔のバス＝ブルターニュ司教区でもっとも広くかつもっとも人口が多かった：このことがレオン方言とは違ってコルヌアイユの言語の定義をより困難にしている。コルヌアイユの言葉は、ほとんどその3つの隣人と同じ割合でコミューンごとに異なる。その境界が真に意味をもつ唯一の言葉はヴァンヌ方言である。対して、コルヌアイユ方言とトレゴール方言との分離は非常に恣意的である：その境界を定めていたアレー連峰 (monts d'Arrée) 地域はかえって比較的同質である。
他方で、19世紀コルヌアイユにおける神学生の不在は、トレゴールにあったとは対照的にコルヌアイユに書記規範の提案を許さなかった：コルヌアイユの作家たちは、一般的に司祭たちの出身地であったレオンの書き言葉を用いた。
この地域の話し手は数が多いため、ビグダンの、ポエールの、カップ・シザンの、あるいはさらにアヴェン地方のブルトン語というまでに、言語学者もコルヌアイユじたいと同じだけ方言があるとしたくなるほどであった。
この方言圏の内部で、とくに区別される下位方言は南西の、とりわけビグダン地方、グラジック地方の一部（カンペール）、そしてドゥアルヌネ地域（ペン・サルダン地方）のそれである。
- 注意：ブルトン語コルヌアイユ方言と、カンペール市内のフランス語の一変種であるカンペール方言 (quimpertin) とを混同してはならない。

## コルヌアイユ方言の特徴

### アクセント
強勢アクセントが一般に最後から2番めの音節に置かれることはレオン方言と同様であるが、より顕著である。じっさい、アクセントのない母音（とりわけ語の最終音節）はシュワーであるか省略されるかである。例：bara（パン）はしばしば /ba:r/ と発音される。それゆえもっとも頻繁に用いられる語 (anezhañ/anezhi/..., heni) はしばしばただ1音節だけ発音される。

### 文法
- 動詞小辞 (particule verbale) o はときどき é に置きかわる（これは同じ混合変化 mutation mixte をひきおこす）。例：ema o tont（彼は来る、来ている最中である）はコルヌアイユ方言では ema é tont (/ma i tõn/) となる。
  - しかし一般にはどの母音も発音されない。
  - そのかわり、混合変化は聞こえる。同じく（東側で顕著に）聞こえる場合がある語源的な h は以下の場合である（o は ouzh に由来する）：
    - /l/, /n/, /r/ を /lh/, /nh/, /x/ に変えるもの (oh lenn /lhεn/)；
    - /m/, /b/ に変異をひきおこし、/v/ のかわりに /f/ とするもの (oh vont /fõn/)；
    - s が /z/, f が /v/ と発音されることを妨げるもの (oh sevel /sewl/)。
- 小辞 a は関係代名詞として以外は聞こえない（ただしそれがひきおこす子音変異は除く）。
- 小辞 ne はめったに聞こえない。そのかわり3人称の否定文は一般に「否定主語 sujet négatif」anezañ, anezi, aneze (発音は /nõ/, /nèj/, /nε/) を含む。そのためたとえば Ne glevont ket mad. （彼らはよく理解していない）でなく (Ne) glev ket mad aneze. /glεf ke ma: nε/ となる。

- 小辞 e はもはや発音されない。補足従属節の導入のため、それに用いられる従位接続詞 lar （または la）が現れた。« ne veze ket gouiet la e oa kamm kén » （彼がびっこだとはもう言われていなかった）この構文は、動詞が小辞の直後に来ることを要求する古典的な構文よりもずっと自由である。これによって主語に：« soñjal a ran la an ouvrierien a chomas da gousked » （工員たちは眠りつづけていたと私は思う） あるいはほかの節になりうるものならどんな項にでも、lar を後続させることが可能になった：« evel ar c'hefeleg, la ma ve yen an amzer en em blija… » （……に寒いとき好まれるヤマシギのように）

注：同じ状況で、ヴァンヌ方言とトレゴール方言では penaos を用いることがある。ジャン＝マリー・ル・スクラーニュ (Jean-Marie Le Scraigne, 1920 - ) は2つとも用いることがある：« gwelet e-meump abaoe lar penaos ne oa ket gwir ! » （それが本当でなかったときから私たちは見た）
- コルヌアイユ方言は、文語ブルトン語が e と書くところでほとんど一貫して ba の語を用いる（e-barzh （……の中に）に由来している）。
  - 派生語の前置詞では同じように ba が e(n) にとってかわる：そのため e-kreis, e-lec'h, e-mesk, e-tal は ba-kreis, ba-lec'h (または ba-plass), ba-mesk, ba-tal となる。
- gant の語は同じ省略に従いしばしば /ga/ と発音される。
- コルヌアイユ方言では前置詞 eus, ouzh, diouzh をほとんど区別しない、すべて一貫して deus なり doc'h なりと発音する（方言による）。

### 子音の発音
- トレゴール方言・ヴァンヌ方言とまったく同様に、コルヌアイユ方言では一般に古い /ð/ (ウェールズ語の dd) に由来する /z/ を発音しない。たとえば ezomm （「欲求」。ペルユンヴァンでは不正確に ezhomm と書かれる）の語は /e:m/ またはさらに /i:m/ と発音されるであろうし、動詞 anavezout（知る）は /ã'nowt/ となろう。
- 一方、ラテン語の古い /s/ (asen, ロバ) またはケルト語のそれ (isel, 低い) に由来する /z/ は発音される（例外もある：neuse（そのとき）は /'nœhe/, an dra-se（それ、その物） は /'ndrahe/ と発音されることがある。
- c'h はさまざまに発音される：
  - 一般的な規則としては /h/ （バス＝ブルターニュの大部分と同様。
  - c'hoa /xwa/ で始まる語、k の変異、語末などでは /x/。
  - g の変異に由来する場合には、/ɣ/ または南東部では /ʀ/。
- v の文字は /w/ (または /µ/) と発音されることがある。他方 w の文字が /v/ と発音されることがある。さもなければこれらは発音されない。
  - たとえば awel（ペルユンヴァンでは avel「風」）はカンペール／ドゥアルヌネ地域では /aεl/ と発音される。
  - w は語頭にあるとき（なかんずく e または i の前では）しばしば /v/ と発音される。そうでない場合には、とりわけ g の後で（ヴァンヌ方言のように） /ɥ/ と発音される。
- ビグダン地方とその周辺では、c'hw は /h/ と /v/ の結合の結果として子音 /f/ に至る。それゆえ c'hwi（あなたがた）は fi, c'hwec'h (6) は fec'h と言われる。

### 語彙
- ブルトン語には「決して……ない (仏 jamais)」にあたる複数の訳語がある。コルヌアイユ方言ではそれは morse ととりわけ james である。
- martese（たぶん、おそらく）の方言的変種は本来の語の音位転換による派生である：matrese / matre'e / mantr'eñ / matros / matrèhe, ...
- Pegouls（いつ）は非常にしばしば pedavare / pezavare / pevare / peur に置きかわる。
- 疑問副詞 peseurt mod（「どのように」。もっとも多い発音は /pessa mod/）はコルヌアイユ方言ではしばしば現用である。ただし同司教区の多くの方言では penaos も用いられつづけている。